# Пейсмейкер (лёгкая атлетика)

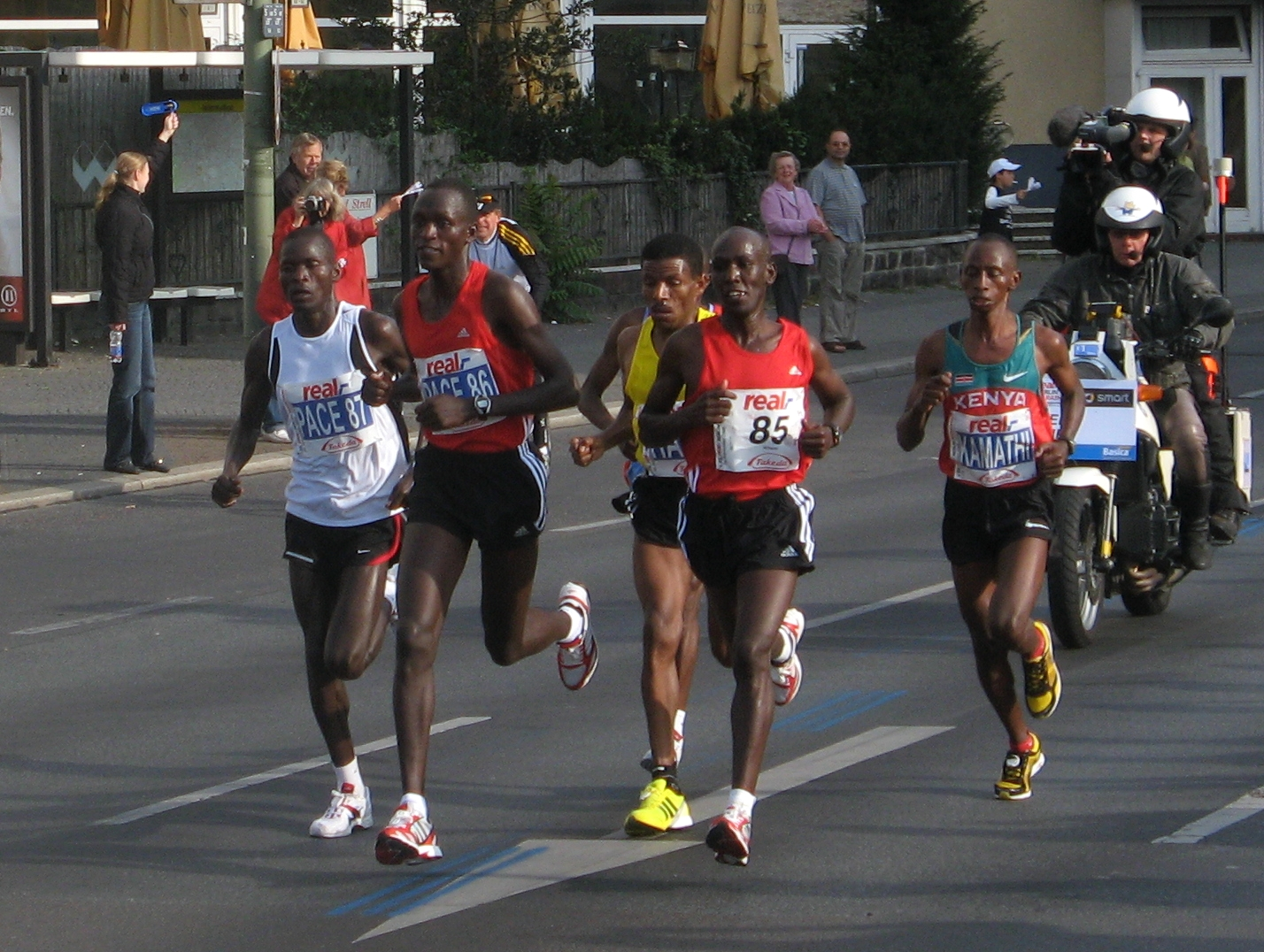
Хайле Гебреселассие (в жёлтом) с группой пейсмейкеров (85, 86, 87) на пути к мировому рекорду во время Берлинского марафона 2008 года

Пейсмейкер (от англ. pacemaker), также на жаргоне заяц — бегун, лидирующий и задающий темп на средних и длинных беговых дистанциях (начиная от 800 метров) в течение определённого отрезка дистанции.

## Тактика и правила
Обычно пейсмейкер, сам профессиональный спортсмен, занимает лидирующее положение в забеге и задаёт темп для остальной группы или для некоего отдельного бегуна, которого выводит на определённый результат. Например, в беге на 800 метров типичный пейсмейкер проводит от 400 до 600 метров, после чего сходит с дорожки.
По словам самих бегунов, помощь пейсмейкера больше психологическая, так как можно просто бежать за ним, точно зная, что придерживаешься заданной скорости. Также в некоторой степени уменьшается сопротивление воздуха.

## История
Согласно правилам IAAF, нельзя пользоваться помощью спортсменов, которые стали пейсмейкерами, отстав на один или более кругов при прохождении дистанции.
Неофициально пейсмейкеры существуют столько, сколько существует профессиональный бег. Часто спортсмены договаривались с товарищами по команде, что те будут вести их на определённый результат. Тем не менее в качестве беговой специальности пейсмейкеры появились в 1980-х годах, а начиная с 1990-х годов их услугами стали пользоваться постоянно. Так, с 2000 года практически постоянно работает пейсмейкером известная российская бегунья Ольга Комягина, сама член сборной команды России в беге на средние и длинные дистанции.
Практика искусственного лидирования вызывает большие дискуссии в среде специалистов и болельщиков. Критике подвергаются спортсменки, достигающие высоких результатов на шоссе, пользующиеся услугами пейсмейкеров-мужчин, поскольку часто проводятся совместные забеги для мужчин и женщин на шоссе.

## Побеждающие пейсмейкеры
Хотя и редко, но порой пейсмейкеры не сходят с дистанции и занимают призовые места. Так, Лос-Анджелесский марафон 1994 года выиграл пейсмейкер Пол Пилкингтон, сумевший удержать до финиша темп, недоступный фаворитам. На Бислеттских играх 1981 года пейсмейкер выиграл дистанцию 1500 метров. Том Байерс совершенно не справился со своей ролью, убежав от основной группы почти на 10 секунд. Когда те, ускорившись, стали финишировать, они так и не сумели достигнуть Байерса; финишировавший вторым Стив Оветт проиграл пейсмейкеру полсекунды.

## Пейсмейкеры в массовых соревнованиях
В массовых соревнованиях по бегу на длинные дистанции, в которых принимают участие большое количество спортсменов-любителей существенно разного уровня подготовки, например, в массовых марафонах, организаторы часто прибегают к услугам пейсмейкеров. В этом случае в задачу нескольких пейсмейкеров, подготовленных спортсменов, входит вести бег по дистанции в равномерном темпе с тем, чтобы финишировать в заданное время, например, для марафона, 3:00, 3:30 и 4:00. Менее опытные участники забега могут ориентироваться на темп пейсмейкеров, и соотносить свою скорость с ожидаемым результатом. Для того, чтобы пейсмекеров в массовом старте можно было легко отличить среди бегущих, они надевают выделяющуюся спортивную форму, например, яркие жилеты, и могут нести привлекающие внимание знаки, например, воздушные шарики с обозначением целевого результата.